# Osek (Rokycanyi járás)
Osek település Csehországban, Rokycanyi járásban. Osek Břasy, Těškov, Volduchy, Přívětice, Březina, Bušovice és Litohlavy településekkel határos. Lakosainak száma 1417 fő (2024. január 1.).

## Népesség
A település lakosságának változását az alábbi diagram mutatja:
| Lakosok száma | 1447 | 1377 | 1295 | 1111 | 1068 | 1296 | 1326 | 1394 | 1427 | 1417 |
|               | 1869 | 1900 | 1921 | 1961 | 1980 | 2011 | 2016 | 2019 | 2021 | 2024 |